# Liste der Monuments historiques in Sancy (Meurthe-et-Moselle)
Die Liste der Monuments historiques in Sancy führt die Monuments historiques in der französischen Gemeinde Sancy auf.

## Liste der Immobilien
| Bezeichnung           | Beschreibung                                        | Standort              | Kennzeichnung | Schutzstatus | Datum | Bild           |
| --------------------- | --------------------------------------------------- | --------------------- | ------------- | ------------ | ----- | -------------- |
| Kirchenruine St-Brice | Kirche des ehemaligen Benediktinerpriorats; ab 1183 | Rue du Prieuré (Lage) | PA00106366    | Inscrit      | 1984  | weitere Bilder |

## Liste der Objekte
| Bezeichnung                       | Beschreibung                                    | Standort                                                         | Kennzeichnung | Schutzstatus | Datum | Bild |
| --------------------------------- | ----------------------------------------------- | ---------------------------------------------------------------- | ------------- | ------------ | ----- | ---- |
| Skulptur eines sitzenden Bischofs | Stein, Anfang des 17. Jahrhunderts              | in der Kirche St-Brice (Lage)                                    | PM54001165    | Classé       | 1996  |      |
| Pietà                             | Holz, farbig gefasst, Ende des 16. Jahrhunderts | in der Kirche St-Brice (Lage)                                    | PM54001164    | Classé       | 1996  |      |
| Taufbecken                        | Kalkstein, 16. Jahrhundert                      | 2 rue du Presbytère; im Garten des ehemaligen Pfarrhauses (Lage) | PM54001905    | Inscrit      | 1994  |      |